# 压力管式石墨慢化沸水反应炉

RBMK反应堆示意图

压力管式石墨慢化沸水反应炉（羅馬化：RBMK，羅馬化：reaktor bolshoy moshchnosti kanalnyy，直译：「大功率管式反应炉」）是一种苏联建造的用于核电站的石墨慢化沸水反应堆，也是目前仍有在运行的最早的反应堆和最早的第二代核反应堆（第一代是那些试验性质的研究用反应堆）。
RBMK反应堆是苏联核能项目的最高峰，其為一种基于苏联的石墨慢化军事级鈽生产反应堆的水冷反应堆。其中的第一台机型，奥布宁斯克核电站的AM-1（直译：「和平核能」）可以产生5百萬瓦(MW)电能，并在1954至1959年间為奥布宁斯克供應电力。
由于其使用轻水（也就是普通水）作冷却剂、石墨做减速剂，所以可以使用天然铀作为燃料，不需要通过分离同位素来获取浓缩铀和重水，而暴露式的反應爐只有簡單的圍壁構造，甚至可以一邊核反應同時更換燃料，因此大大降低了建设和维护的难度，也就降低了成本，同时还能提供很高的功率，例如立陶宛的伊格纳利纳核电站中，每台机组可发电1500百萬瓦(MW)，无论在当时還是现今都已是很大的功率。

## 反应堆的设计和运行

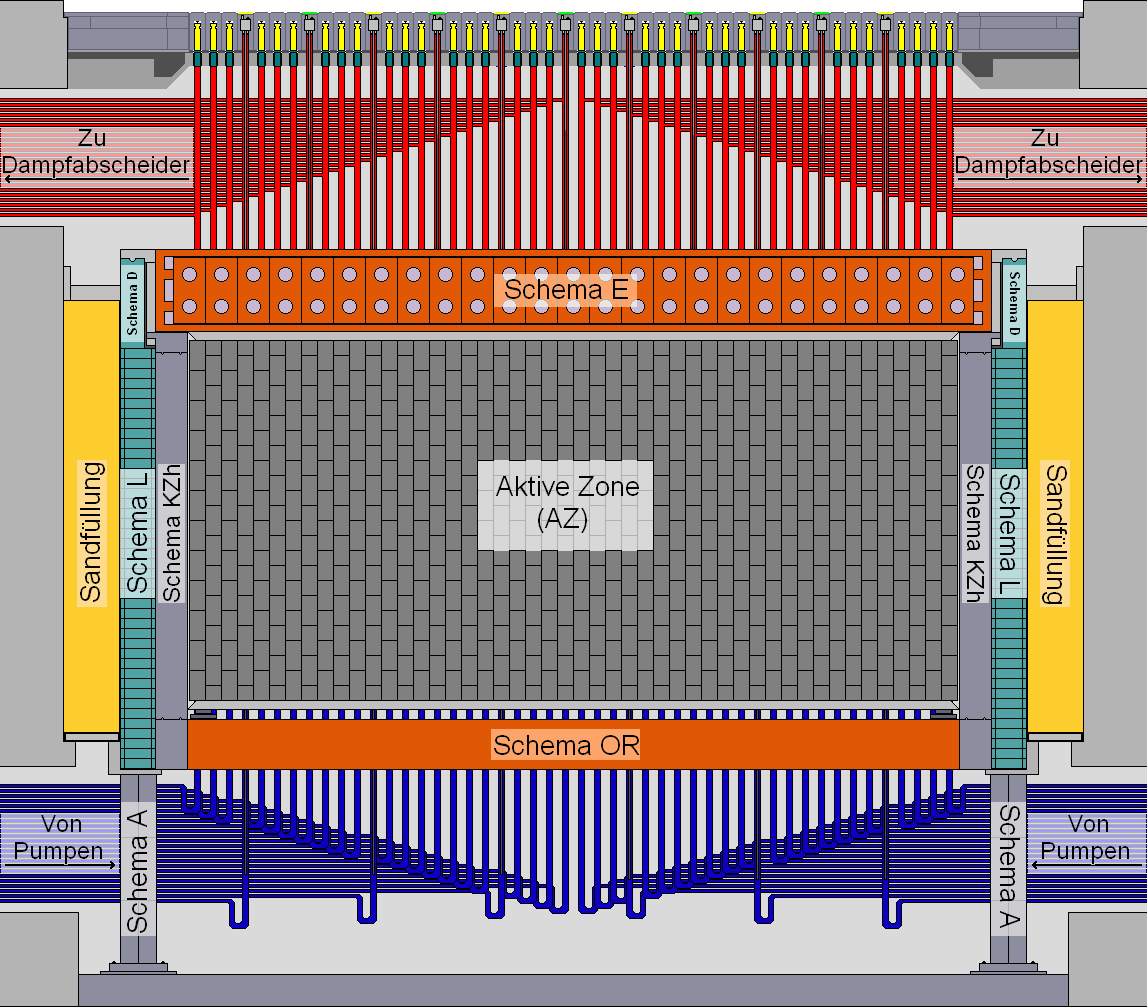
RBMK反应堆结构示意

采用RBMK反应堆的电站结构

切尔诺贝利核事故发生时的RBMK反应堆控制棒位置。蓝色=启动中子源(12)，黄色=底部的短控制棒(32)，灰色=冷却水通道(1661)，绿色=手动控制棒(167)，红色=自动控制棒(12)。图為事发前约1分30秒时控制棒插入的深度，单位为厘米。

通过使用真空隔离的石墨作为减速剂和用天然铀作为燃料，RBMK的运行成本只有同功率的重水反應爐的四分之一，爲了可以在反應時操作核燃料循環更換燃料棒，故取消了圍阻體改為設置了起重機，操作方便外，建造又更加的便宜了，然而RBMK的设计上就存在很多安全隐患，比如在控制棒尖端附着了石墨，由此导致其空泡系数偏高并且在低功率下不稳定。这些隐患最终导致了切尔诺贝利核事故的发生。
RBMK的设计是典型的50年代苏联模式，也是一些第二代反应堆的共性，就是更偏重于建设简单而不注重冗余性。RBMK的设计使得如果操作员违规操作，反应堆将会进入一个极为不稳定的危险状态。故后，世界上许多国家要求关闭这些反应堆，但是不少原苏联的成员国的电力供应十分依赖这些反应堆，比如切尔诺贝利的反应堆直到2000年才关闭。截至2013年，俄罗斯境内仍有11台这种反应堆在运行，但是并没有再新建此类型反应堆的计划（此技术于20世纪50年代发明，现在已被认为过时）并且国际社会上有关于关闭剩余那些反应堆的要求。

### 反应堆的容器、减速剂、保护外墙
反应堆坑由钢筋混凝土制成，外形大小21.6×21.6×25.5米，是一个圆柱体，上下置有金属板，内部则放置反应堆容器。容器中则有石墨堆，并填充氦氮混合气体，以提供一个惰性环境并帮助将石墨上的热量带到冷却管中。
减速剂块由核能级石墨制成，大小250×250×500毫米。其纵向方位有直径114毫米的孔以便燃料棒和控制棒插入。这些石墨块则放置在一个14米直径、8米高的圆柱形反应堆容器中。这些石墨最高能承受730°C。
反应堆容器是一个圆柱形钢铁，外径14.52米，厚16毫米，高9.75米，并有伸缩缝以对抗各方向上的热膨胀/收缩应力。
减速剂放在一个圆柱形的，内径16米，外径19米的中空水槽。水槽壁厚30毫米，内部分为16个垂直单元。水从单元底部泵入并从顶部流出。这些水亦可被用于紧急冷却反应堆。水槽有热电藕器来监视水温和离子室以监控反应堆功率。水槽、沙层和反应堆坑中的混凝土亦被作为额外的生物防护层。
反应堆顶部被“上层生物防护层”覆盖，又被称为“Schema E”，“Pyatachok”，在切尔诺贝利核事故后亦被称为“Elena”。这是一个厚3米，直径17米的圆柱体，并有立管钻孔以供安装燃料棒和控制棒。防护层上下以40毫米厚的钢板覆盖，并焊牢起來以防氦气逸出，同时起到加强结构的功能。保护板与管道间的空隙用含大量束缚水的蛇纹岩填充。防护层由混凝土水箱上的16个滚轴支撑。防护层的结构提供了对控制棒、燃料棒、反应堆房的地板以及蒸汽管道的支撑。
反应堆下部则有“下层生物防护层”，与上层的类似，但是只有14.5米直径和2米厚度。其同样有穿孔以便压力管通过、承载石墨堆和提供冷却管道的入口。下层防护层下焊有两块成直角的两块钢板，用于支撑防护层并将结构负荷传递到建筑上。
上层防护层之上有“上防护盖”。其上表面即为反应堆房的地板。它是防护层的一部分，并用于隔离反应堆的热量。其位于反应堆上方的中央部分有独立的可移除的金属-石墨棒。

### 加压管道
加压燃料棒由焊死的锆合金制成，内径80毫米，壁厚4毫米，穿过石墨减速剂中央的通道。燃料棒上下端由不锈钢制成，并与锆合金以碳-铁-锆合金过渡连接。加压的管道由两片交叠的20毫米厚的石墨支撑。其中一片直接接触管道，与石墨堆有1.5毫米空隙，另一片直接接触石墨堆并与管道有1.3毫米空隙。这種結構减轻了由于中子膨胀、热膨胀与压力管道的其他因素造成的负载转移，并促进石墨堆中热能的转移。这些管道被焊接到反应堆外壳的底部与顶部的金属盘上。
据估计核心中约有5.5%的热能以石墨热能的形式存在，其中约80~85%由燃料冷却通道经石墨圈带走，剩下的热能则由控制棒冷却管道带走。反应堆周围的气体辅助将这些热能带至周边的冷却管道，但是其自身没有起到任何散热效果。
反应堆核心有1661个燃料通道和211个控制棒通道。
燃料组件被挂在一个支架上，悬在燃料通道里，并用有一个密封栓。密封栓设计简单以方便由机器人安装和移除。
燃料通道中除了燃料亦可以放置中子吸收剂，也可以空置放置冷却水。
加压管道和石墨间的空隙使石墨对于损坏很易感。如果加压管道变形了（例如在内部压力过高时），会造成很大的负载并使其损坏，甚至可能影响周围的管道。

### 核燃料

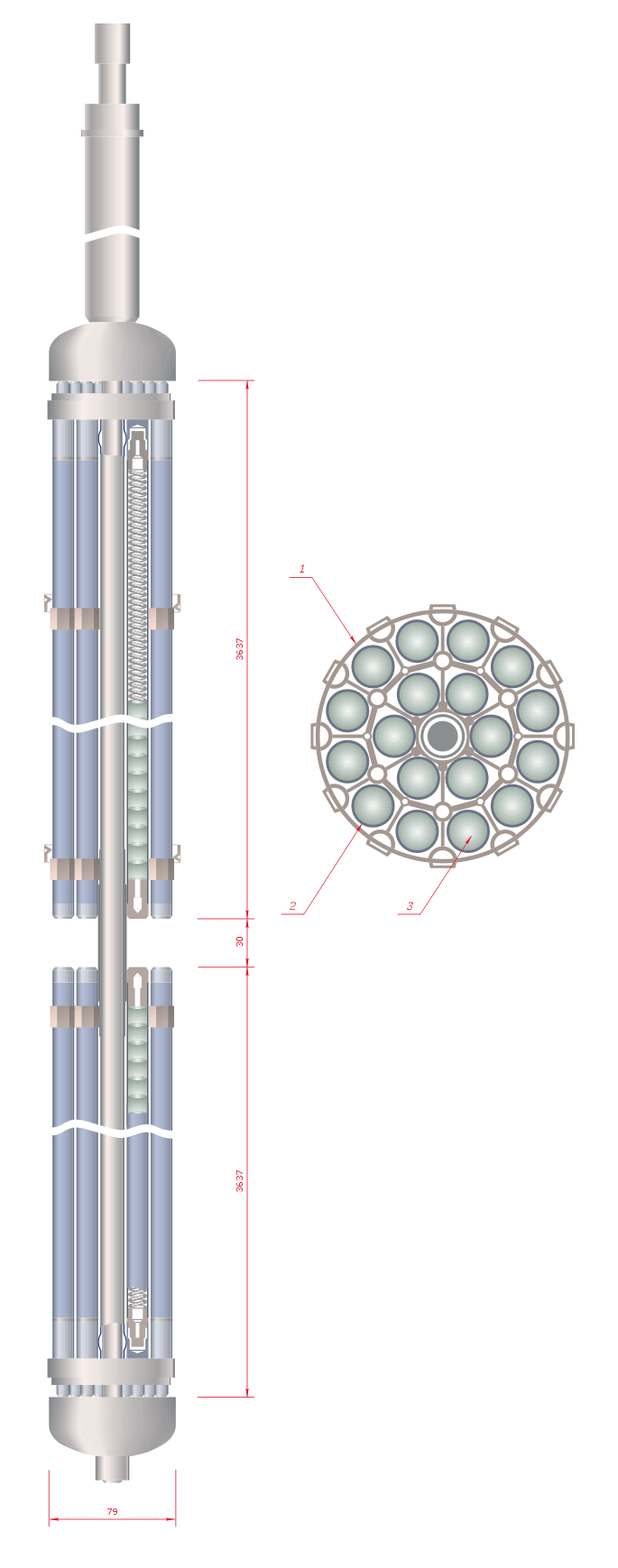
RBMK反应堆的燃料棒 1-衔铁;2-燃料棒外壳;3-核燃料

燃料由二氧化铀粉末组成, 与粘结剂烧结为直径11.5毫米，长15毫米的桶状。原料中可能含有二氧化铕作为可燃烧的中子毒物来降低新的和用了一部分的燃料的差别。为了减轻热膨胀以及和外壳反应的问题，这些颗粒有半球形凹陷，中心还有一个2毫米直径的孔。这个孔还有助于对气态裂变产物的排出。其使用的浓缩铀的浓缩等级为2%（末端颗粒为0.4%）。燃料可以耐受2100°C的高温。
燃料棒由锆合金(1%铌)制成，外径13.6毫米，厚度0.825毫米。燃料棒中充有压强为0.5 MPa的氦气并完全密封。保持环使得燃料呆在燃料棒中央并辅助散热。燃料在竖直方向上由弹簧支撑。每支燃料棒中含有3.5公斤的燃料。燃料棒长3.64米，其中有效部分（含有燃料的部分）长3.4米。燃料棒可以耐受600°C高温。
燃料构件由两组共18根燃料棒构成。这些燃料棒被摆放在中心的支撑棒（外径13毫米）周围，由10个间隔36厘米的不锈钢隔板支撑。两个子构件在其中心由一根圆柱体连接。反应堆运行时这一段无核燃料的区域降低了反应堆中心区域的中子流。燃料构件中铀的总质量为114.7 kg。燃料的燃烧度为20 MW·d/kg。整个燃料构件总长10.025米，其中有效长度6.862米。
除了常规的燃料构件，还有一些燃料构件在其中心安装了仪器来探测中子流。这种情况下，燃料棒由一根15毫米外径，2.5毫米厚的探測管替代。
与常规压水/沸水反应堆不同的是，RBMK反应炉的燃料构件為圆柱型以适应加压管道。
遥控的再装料机器安装在一个龙门吊车上。燃料更换可以在不关闭反应炉的情况下进行，这是生产武器级钚的一个重要因素，对民用来说，亦能提高反应堆的发电时间。当一根燃料棒需要更换时，机器会被放置在燃料管道上方并与之对接，然后平衡其内部压力，拉出旧的燃料棒并换一根新的进去。用过的燃料棒被放置在冷却池中。在标称功率下，再装料机器的运行能力是每天2根燃料构件，峰值为每天5根燃料构件。

### 控制棒
反应堆的大多数控制棒都是从上方插入的，另外有24根短棒则是从下方插入以用来增加对核心纵向输出分布的控制。除了12根自动控制的控制棒，所有控制棒在末端都有4.5米长的石墨，并以1.25米长的嵌入物隔开以在石墨与碳化硼中子吸收剂间建立一个充满水的部分。石墨部分（称为置换剂）被用来增强在控制棒插入和取出时中子流衰减的差异，因为水也是一种中子吸收剂（虽然比碳化硼弱得多），而石墨会将水置换出来。控制棒的通道中在充满水的时候比填满石墨的时候能吸收的中子要多，所以会增加在控制棒插入和取出时中子流衰减的差异。当控制棒完全收回时，石墨部分则位于核心的中央高度，两侧各有1.25米深的水。当控制棒伸入时，由于石墨将底部的水置换出来，会使得石墨所在位置的反应速率上升。这个效应在1983年于伊格纳利纳核电站被发现。控制棒的管道使用单独的冷却水，温度被控在40到70°C。控制棒与管道间的狭小缝隙使得水会阻碍控制棒的移动，这便是控制棒插入很缓慢的主要原因（通常需要18~21秒，约0.4米每秒）。在切尔诺贝利事故后，其他RBMK反应堆的控制棒伺服器被更换以加速插入过程，让控制棒插入更快的方法是仅使用一层水膜来冷却控制棒的管道，这样控制棒就可以在气体中移动。
将控制棒在用于手动控制和应急保障间进行分配是随意的。控制棒可在反应堆运行时被重新分配至另一个系统而不会带来任何技术或组织上的问题。
另外当反应堆使用新的燃料时，固定的硼基中子吸收剂会被放入。在最初装料后大约会放入240个吸收剂。这些吸收剂最后均会被拿走以增加燃烧度。反应堆的空泡系数由其中所装填的物品决定。因此其可能从很低的值（所有的吸收剂都装入时为负数）一直到很高的值（没有吸收剂被装入时）。
通常操作下使用43~48根控制棒。

### 气体回路
反应堆在氦–氮混合气体中工作（70–90%氦、10–30%氮）。气体回路由压缩机、气雾剂、碘过滤器、一氧化碳和二氧化碳的吸收剂、氨、一个用于在废弃放射性气体前使其衰变的罐子、一个用于去除固态衰变产物的空气过滤器、一个气体交换器，以及建筑上方的标志性烟囱。气体由交换器底部以低速输入，并从各气体回路经独立的管道排出。排出气体的温度与湿度均受到监控，若有上升则意味着冷却系统出現泄漏。

### 冷却回路和蒸气回路
反应堆拥有两条独立的冷却回路，每条回路有三个主循环泵和一个备用泵。冷却水由下方的水管注入到公共压力头（每个回路一个），之后分离为22个配送头，每个配送头负责38~41个加压管道的冷却水供应。水与蒸汽的混合物（蒸氣量约为15%）从反应堆顶部的蒸汽管道流出，进入蒸汽分离器（反应堆顶部桶状物，直径2.8米，长31米，壁厚0.1米，重240吨）。在分离器顶部，两个独立的收集器分别从两个分离器中收集蒸汽。之后蒸汽被混合并输送至机房中的涡轮发电机。涡轮机由1个高压转子和4个低压转子组成。五个低压分离预热器则在蒸汽进入下一个涡轮前，以新产生的蒸汽对现有蒸汽重新加热。最后未冷凝的蒸汽将进入冷凝器降温至165°C，再由给水泵送至蒸汽分离器的出水口并与那里的水混合。这些水由12条下水管注回冷凝泵，之后经一级冷凝泵送至化学除杂装置，再由二级冷凝泵送入4具除气装置去除气中溶解的气体，之后再通过过滤器，最后注回主循环泵，再次回到反应堆。循环中有一个离子交换机来对冷却水进行去离子化。

除气装置同时也用作冷却水的储存设备。
主循环泵由6千伏电动马达驱动，输水能力为5500~12000立方米每小时。通常每台泵提供的冷却剂流量为8000立方米每小时，而当反应堆输出功率降低到500百萬瓦(MW)以下时，这个值会降低到6000~7000立方米每小时。每个泵的出口有一个流量控制阀（调节阀）和一个防倒吸阀（止回阀），出入口上都有一个安全阀。反应堆核心中每个加压管道都有独立的流量控制阀以调节反应堆核心的温度分布。每个管道都有一个球形流量计。
平常反应堆核心冷却剂流量为46000~48000立方米每小时。最高功率下的蒸汽量为5440~5600吨每小时。
反应堆入水口的标称水温为265~270°C，出口处的温度则为284°C，蒸汽分离器中压强为6.9兆帕。压强与进水温决定了水在反应堆何处开始沸腾。反应堆设计使其对冷却水水温十分敏感，若是入水口温度过高，水在反应堆低处就会沸腾，导致反应堆中几乎没有中子吸收剂，因此反应堆功率会上升，使得水温升得更快，如此恶性循环最终导致了切尔诺贝利核事故。事故后，燃料构件中加入了中子吸收剂，以降低这种灾害的可能性，但是这样一来，铀需要经过一些浓缩才能用于反应堆，因此提高了运行成本。
若水温太接近沸点，泵中会出现气穴，使其工作变得不稳定，甚至会停止运行。冷却水温与蒸汽量有关。蒸汽经过一系列设备后将以较低的温度（155~165°C）返回，而直接从蒸汽分离器返回的水温度明显要高（284°C）。当反应堆功率偏低的时候，入水水温会高到危险的地步。水温被控制在沸点之下以防止出现莱顿弗罗斯特现象。
反应堆将在蒸汽分离器中水位过低或过高、蒸汽压过大、给水流量过小，或者是任意一条回路的主冷却泵有2个失效的时候自行关闭。这些自动关闭设置可以被人工取消。
蒸汽其中的水位、反应堆加压管道中的蒸汽量、在反应堆中开始沸腾的位置、中子流强度、反应堆功率分布以及冷却水流量都需要小心控制。蒸汽其中的水位主要由冷却水流量控制，同时除气机槽可以用作蓄水池。
反应堆与冷却剂的容许升温速率是10°C每小时，最大降温速率是30°C。

### 紧急堆芯冷却系统
反应炉配备有紧急堆芯冷却系统（ECCS），由独立的蓄水池、液压蓄能器和水泵组成。ECCS管道与一般操作下的的冷却管道是同样的。当完全丢失外部供电后，ECCS泵会以涡轮发电机转子的惯性推动（大约维持45~50秒），直到柴油发电机开始正常工作。切尔诺贝利事故发生时，该系统正在进行测试。ECCS有三套系统，分別连接到冷却系统的分配头。冷却系统出现故障时，ECCS第一子系统将对故障的循环提供100秒的冷却能力，之后由另两个子系统负责长期的冷却工作。
ECCS第一子系统由两组蓄水池组成，每组6个，内含氮气，内部压强为10兆帕，经快速释放阀与反应堆连接。每组可提供反应堆最大冷却液流量的四分之一。还有一组电动水泵从除气装置中抽水。该子系统可由涡轮发电机转子的惯性推动。
ECCS第二子系统负责故障处理故障的冷却循环，由3对电动水泵组成。它们从减压槽中抽水到冷却系统。这些水由热交换器的进水管经电厂的冷却用水冷却。每对电动水泵均可提供反应堆最大冷却液流量的四分之一。ECCS第三子系统负责协助处理剩下的正常的冷却循环，由三个水泵组成。水泵从冷凝水贮藏箱取水，每个水泵可提供反应堆最大冷却液流量的四分之一。ECCS系统的水泵由内部6千伏常备线驱动，该线路有备用的柴油发电机。一些需要不间断供电的阀门还有备用电池。

### 反应炉控制及管理系统
反应堆的功率分布由在核心内外的离子室监测。物理核心功率分布控制系统（Physical Power Density Distribution Control System，PPDDCS）在核心中有传感器，反应堆控制与保护系统（Reactor Control and Protection System，RCPS）使用在核心和侧保护壁上的传感器。这些保护壳中的外部传感器位于反应堆中部平面的外围，因此无法获取垂直方向上的功率分布，也无法得到反应堆核心中部的情况。除了这些传感器以外，反应堆还有100个径向和12个轴向功率分布传感器。放射性强度传感器和可移除的启动器仅用于监测反应堆的启动过程。反应堆总功率通过计算各个离子室中的电流之和得出。管道中循环的水和蒸汽的温度则是由加压管完整性检查系统监测。
PPDCSS与RCPS被设计为两套互补的系统。RCPS由211根控制棒构成。两套系统均有缺陷，在反应堆工作在低功率的时候更为显著。PPDDCS设计用于保持在10~120%正常功率下保证功率均匀分布，以及保持反应堆总功率在5~120%正常功率下运行。RCPS的本地自动控制防护子系统（Local Automatic Control and Local Automatic Protection，LAC-LAP）依赖于反应堆中的离子室，并且仅在反应堆功率达到正常功率的10%时才启动。低于此水平时，自动系统将全数关闭，并且无法获取反应堆内的传感器的读数，此时对反应堆的控制会变得十分困难和危险。由于缺失必要数据，操作员必须凭直觉来控制反应堆。在无中子毒物的常规启动下，缺乏这些数据并无大碍，因为反应堆的运行模式是可以预测的。但若是中子毒物分布不均，功率分布会出现一边倒的情况，并且可能带来潜在的灾难性后果。
反应堆应急保护系统（Reactor Emergency Protection System，REPS）用于在反应堆的工作参数超出容许值时立刻自动关闭反应堆，用于应对燃料组件温度低于265°C时的蒸汽崩溃（水不能被加热为蒸汽）、冷堆状态时冷却剂气化，以及一些应急保护用控制棒卡住的情况。但是，由于控制棒移动速度缓慢，并且存在设计缺陷，可能在一些特殊情况下产生神奇的效果：REPS由于反应堆失控而启动，结果导致反应堆进一步失控。
用于计算反应强度的计算机系统从4000余个来源采集数据，用以辅助操作员对反应堆进行稳定控制。完成一次对所有的传感器的访问并计算出结果需要10到15分钟。
操作员可以禁用部分安全系统、抑制一部分警告信息和绕过自动报警系统，只需要将相应的电缆插入控制板上对应的接口即可。在一部分情况下此行为是被允许的。
反应堆配有燃料泄漏检测设备。一台对放射性物质敏感的闪烁计数器安装於一特殊轮车上，并在有燃料的管道上方移动，检测到放射性强度上升时就会发出警报。

### 围阻设计
RBMK在设计之初的宗旨是功率大、建设快、维护简单，完整的安全壳会需要双倍的资金和建设时间，并且苏联的核科学部已经对这种设计进行过论证，苏联官方认为只要不出现违章操作的情况，是不可能发生事故的，因此RBMK最初的设计甚至没有围阻体。不过，自从三哩岛核泄漏事故后，RBMK的设计也加入了一个部分围阻体（不是一个完整的核反应堆安全壳）来处理紧急事态。反应堆下方的管道被封闭于一个大量含水的箱子。一旦这些管线漏水或是断裂，放射性材料就会留在这个空間里。但是，反应堆的设计中允许在不关闭反应堆的情况下更换燃料棒（与使用重水的压水反应炉CANDU一样，一是为了加料方便，二是为了武器级钚的生产），所以需要在反应堆上方设置一个巨大的龙门起重机（大约7米高）。这样一来，建造一个完整围阻体就会变得异常困难，而且需要大量资金，因此反应堆上方的保护壳就被取消了。切尔诺贝利核事故中，反应堆内的压力过大导致了其顶部爆裂并且损坏了反应堆上方的管线，反应堆中极热的石墨接触到空气瞬间燃起大火。事故后，部分RBMK反应堆进行了改造，是直接在反应堆上方增加了水层来防止放射性粒子逃逸。
反应堆底部被封闭在一个不漏水的隔间里。反应堆底部到下方地板有一定的空间。反应堆过压防护系统包括一个地板中包含的蒸汽释放装置，释放装置连接到配有安全膜的蒸汽头，蒸汽头再连接到反应堆下方的蒸汽释放通道。该套系统安置在+6深度处。通道的底部有通往+3至+0深度处的减压池的竖直管道的入口。因为连接到减压池的管道的容量有限，该系统仅能对付两根加压管道爆裂的情况。发生事故时，蒸汽被导向减压池，并在那里冷却为水，以此降低隔间中的压力。如果有2根以上的管道破裂，产生的压力将足够将反应堆的生物防护盖顶开、割开附近的管道、摧毁控制棒的插入机构，甚至可能把控制棒顶出反应堆。围阻体设计上用于解决冷却水的排出、泵入、分配、输送问题。水泵周围的隔间可以承受0.45兆帕斯卡的压强差，分配头与入水口可以承受0.08兆帕斯卡的压强差，反应堆坑可以承受0.18兆帕斯卡的压强差，二者都经各自的防倒吸阀与隔间连接。每个减压系统可以处理一条破裂管道，或一个故障的水泵出水口，或一个故障的分配头，但不會处理蒸汽管线与分离器中出现的泄漏，除非蒸汽管通道和分离器中保持一个比反应堆大厅略低的压强。这些隔间设计上不是用于承受压力的。蒸汽释放通道中有类似冷凝管的装置。反应堆还有一套长期运行的的自動灑水系統用于冷却减压池上方的空气。该系统的水从减压池中获取，并通过热交换器经发电厂用水冷却。气冷设备则安装在隔间的最上方，用以冷却空气并移除蒸汽和放射性气体粒子。
去除氢气的目的通过每小时从隔间排出800立方米的气体达成。气体在过滤后排放至大气。当冷却剂泄漏时该操作自动停止，需要人工恢复。根据设计估算，氢气最多会以每小时2吨的速度产生。
反应堆的设计中有多个用于一般运行的围阻设备。反应堆有一个封闭的围阻结构，内部充满惰性气体，可以防止氧气和石墨接触（工作时石墨的温度会达到700°C）。还有许多防护壳以吸收反应堆核心放出的核辐射，包括反应堆顶部和底部的混凝土厚板和侧边的混凝土和沙子。反应堆内部的大多数构建都连接在顶部的混凝土上，包括水管。

### 其它系统
以下将以切尔诺贝利核电站的情况介绍反应堆非核系统部分。

#### 电力系统
发电厂连接到330千伏和750千伏电网。两个发电机经过一台出口变压器连接至750千伏电网。发电机经两个开关连接到共用的出口变压器，二者之间则有单元厂用变压器来给反应堆自身系统供电。因此每个发电机都可以连接到单元厂用变压器来给发电厂供电，亦可同时连接至出口变压器来给电网供电。330千伏的线路平常不会使用，仅作为备用外部供电线路。此线路连接至一个站变压器来驱动发电厂的电力系统。发电厂可以由自己的发电机供电，或是由750千伏电网经出口变压器供电，还可以由330千伏电网经站变压器供电，亦可以从其他的发电机组经过两条预留母线供电。若是所有这些电力来源全部失效，一些基础的必需系统还可以由柴油发电机供电。每个单元厂用变压器都连接至2个主接线板，命名为A和B（比如7号发电机连接接线板的称为7A和7B）。接线板给外围设备供电并与变压器连接以给4千伏主电路和4千伏预留母线供电。其中7A、7B、8B接线板同时与三条给冷却泵供电的线路连接（这三条线路均拥有自己的柴油发电机）。当冷却泵电路的外部供电悉数断开时，必要的电力可以由发电机在惯性下继续提供45~50秒，在此期间柴油发电机组将会启动。柴油发电机组会在外部供电断开15秒后启动。

#### 涡轮发电机组
电力由一对500百萬瓦(MW)氢冷却涡轮发电机产生。它们位于600米长的设备房中，紧邻反应堆建筑。涡轮是哈尔科夫涡轮厂提供的过时的五缸K-500-65/3000，发电机是TBB-500。涡轮和发电机转子安装在同一根轴上，总重200吨，通常转速为每分鐘3000轉。发电机总长39米，重1200吨，冷却剂流量82880吨每小时，产生的电力为20千伏、50赫茲的交流电。发电机定子由水冷却，转子由氢气冷却。氢气直接在机房中电解制得。涡轮机的设计与可靠性获得了1979年的乌克兰国家奖。
哈尔科夫涡轮厂（现为Turboatom）之后发展出了的涡轮机型号K-500-65/3000-2以降低贵金属的使用量。切尔诺贝利核电站同时拥有这两种涡轮。4号机组使用的是该新型涡轮。但新涡轮比原先的对环境更为敏感，轴承更经常受到震动的困扰。

## 安全性
RBMK反应堆有多种应对一般操作或紧急情况的安全措施。核心内部的传感器会监视并反馈当前的反应活度；检测到功率的上升后可以自动将控制棒插入以降低功率，当检测到功率降低会升起控制棒以增加功率。传感器甚至可以在检测到突然的能量上升后插入所有211根控制棒。除此之外，还有一个独立的反应堆保护系统。该系统在需要时自动啟動，也可以由操作员人工启动。反应堆还拥有一个可以检测工厂及其周边环境的放射性监测站。大量的保护层被用来吸收日常运行及紧急状况下产生的辐射。反应堆还拥有一个故障局部化系统以遏制事故。然而，该系统只能处理一般的管线损坏，甚至有可能让反应堆的功率剧烈提高从而产生爆炸。此系统對突發狀況的无能為力，在切尔诺贝利核事故中被展现出来（雖然事件當下安全系統因演習被關閉）。

### 高空泡系数
轻水(H2O)同时是中子减速剂和中子吸收剂。这表示他不仅会使中子减速来平衡周围的分子速率（“热化”他们并让他们变为低能量中子，相对于裂变产生的高能量中子有更高几率和铀-235反应），而且会直接吸收一部分。重水也是一个好的中子减速剂，但并不会轻易吸收中子，不过其造价昂贵，不符合RBMK的设计宗旨。
RBMK反应堆中，轻水用于冷却，而中子减速则由石墨进行。由于石墨已经使中子减速，轻水对他们的减速作用变小了很多，但是仍然会吸收他们。这表示反应堆的减速能力（可由适当的中子吸收棒控制）必须另外算上被轻水吸收掉的中子。
当水变为蒸汽，由于密度变得很低（标准状况下约1350分之一，具体取决于压力和温度），轻水的吸收中子的能力几乎完全丧失。这会使更多的中子与铀-235反应，并增加反应堆功率，而这又让更多的水变成蒸汽，造成一个恶性循环。
RBMK反应堆中，冷却系统中产生的蒸汽实际上将会产生一个空泡，也就是一个不吸收中子的空洞。轻水减速中子的能力于此并不相关，因为石墨仍在减速中子，这样他们就会继续反应。这个情况会戏剧性的改变中子产生与消耗的平衡，并会造成失控，中子被越来越多的产生出来并以指数形式增长。这被称作正空泡系数，而这个数在RBMK反应堆的最初设计中极高，事实上RBMK是所有商用的反应堆中空泡系数最高的，达到+4.7β。
高的空泡系数并不足以使得一个反应堆不安全，因为部分裂变中子（主要是由分裂后的原子放出的中子）会被延迟数秒至数分钟才放出，所以仍然有方法可以在事态失控前让裂变减速。但是这个特性，尤其是在低功率下，会让反应堆变得非常难控制。控制这种状态下的反应堆需要有可靠性极高的控制系统，和受过严格训练、十分了解反应堆的特性、限制以及构造的人员。切尔诺贝利核电站的人员并不满足这个条件，因为当时反应堆的具体设计细节是国家机密，而且官方禁止任何人公开或私下讨论反应堆的缺陷，包括设计和运行反应堆的人。部分RBMK反应堆的控制棒设计有电磁驱动器，从而可以控制反应速度，如果有必要亦可完全停止反应。但是切尔诺贝利的反应堆控制棒却是手动操作的。
在切尔诺贝利核事故后，所有运行中的RBMK反应堆都进行了巨大修改，以降低其空泡系数（+0.7β）。这个新的数值降低了反应堆在低冷却液位时产生堆芯熔毁的可能性。

### 自切尔诺贝利事故后的发展改进
库尔恰托夫研究所的副主任瓦列里·勒加索夫在他的追忆录中，揭示了研究所的科学家早就知道RBMK反应堆存在巨大的安全缺陷。勒加索夫最终因自杀而亡，显然是由于对当局未能正确面对这些缺陷感到失望，这在整个苏联核工业引起了冲击，使得RBMK设计的问题迅速被接受 。
在勒加索夫死后，所有剩余的RBMK反应炉都已更新以增加其安全性。最大的更新在于RBMK的控制棒设计。先前控制棒末端有长4.5米的石墨置换剂。当控制棒被插入时，下移的石墨反而会增加反应堆底部的反应速率，之后才会使其减缓或停止。切尔诺贝利事故中，当操作员尝试通过插入控制棒来关闭不稳定的反应堆时，控制棒末端的石墨置换剂引发了第一次爆炸。
改进包括：
- 燃料浓缩度从2%提高到2.4%以适应新的控制棒和增加的中子吸收剂
- 人工操作的控制棒数量从30提高到45
- 80个额外的吸收剂阻止反应堆在低功率下工作，也就是RBMK设计中最危险的情况。
- 紧急停堆用时从18秒降低到12秒
- 用于防范对于紧急安全系统的非授权操作的规章制度

除此之外，RBMK-1500系列中还发展出RELAP5-3D这一型号，通过在反应堆中安装温度、水流和中子流传感器以及计算、分析设备来应对反应堆核心中中子情况发生瞬变的情况。

### 变形的石墨减速块
从2012年5月起，到2013年12月为止，列宁格勒1号机组被暂时关闭，以修复变形的石墨减速块。在为期18个月的修复过程中还研究并发展了一些维护和监视反应堆用的机器和系统。剩下的还在工作中的反应堆都将进行这项工作。

## 发展
RBMK的一个发展型号是MKER（俄语： 意为「多循环压力管式反应堆」），改良了安全与故障遏制设计。MKER-1000的原型为库尔斯克5号机组，但是否建造仍未确定。列宁格勒核电站计划有MKER-800、MKER-1000和MKER-1500的建造。

## 关闭
17座建造的RBMK反应堆中（库尔斯克核电站有一座仍在建造中），切尔诺贝利核电站剩余的三座已经关闭(第四座在事故中被摧毁)，5号和6号机组在事发时依然在建，因事故地区的高放射剂量而中止。立陶宛伊格纳利纳核电站的两座反应堆亦已关闭。俄罗斯是仅有的仍在使用这些反应堆的国家（见下表）。

## 在冊反应堆清單
服役狀態图例：
| – 工作中 |  | – 已退役 |  |                    |
| – 建设中 |  | - 已損毀 |  | – 建设被擱置或取消 |
| 地点              | 反应堆类型 | 状态                                        | 电功率 (MW) | 总功率 (MW) |
| ----------------- | ---------- | ------------------------------------------- | ----------- | ----------- |
| 切尔诺贝利1号机组 | RBMK-1000  | 于1996年关闭                                | 740         | 800         |
| 切尔诺贝利2号机组 | RBMK-1000  | 于1991年关闭                                | 925         | 1,000       |
| 切尔诺贝利3号机组 | RBMK-1000  | 于2000年关闭                                | 925         | 1,000       |
| 切尔诺贝利4号机组 | RBMK-1000  | 于1986年事故中被摧毁                        | 925         | 1,000       |
| 切尔诺贝利5号机组 | RBMK-1000  | 于1988年取消建设                            | 950         | 1,000       |
| 切尔诺贝利6号机组 | RBMK-1000  | 于1988年取消建设                            | 950         | 1,000       |
| 伊格纳利纳1号机组 | RBMK-1500  | 于2004年12月关闭                            | 1,185       | 1,300       |
| 伊格纳利纳2号机组 | RBMK-1500  | 于2009年12月关闭                            | 1,185       | 1,300       |
| 伊格纳利纳3号机组 | RBMK-1500  | 于1988年取消建设                            | 1,380       | 1,500       |
| 伊格纳利纳4号机组 | RBMK-1500  | 于1988年取消计划                            | 1,380       | 1,500       |
| 科斯特罗马1号机组 | RBMK-1500  | 于1988年取消建设                            | 1,380       | 1,500       |
| 科斯特罗马2号机组 | RBMK-1500  | 于1988年取消建设                            | 1,380       | 1,500       |
| 库尔斯克1号机组   | RBMK-1000  | 于2021年关闭                                | 925         | 1,000       |
| 库尔斯克2号机组   | RBMK-1000  | 于2024年关闭                                | 925         | 1,000       |
| 库尔斯克3号机组   | RBMK-1000  | 运行中，预计于2033年关闭                    | 925         | 1,000       |
| 库尔斯克4号机组   | RBMK-1000  | 运行中，预计于2035年关闭                    | 925         | 1,000       |
| 库尔斯克5号机组   | MKER-1000  | 於2012年取消建造                            | 925         | 1,000       |
| 库尔斯克6号机组   | RBMK-1000  | 于1993年取消计划                            | 925         | 1,000       |
| 列宁格勒1号机组   | RBMK-1000  | 于2018-12-21转为VVER-1200/491               | 925         | 1,000       |
| 列宁格勒2号机组   | RBMK-1000  | 于2020年关闭                                | 925         | 1,000       |
| 列宁格勒3号机组   | RBMK-1000  | 运行中，预计于2030年关闭（于2025年延期5年） | 925         | 1,000       |
| 列宁格勒4号机组   | RBMK-1000  | 运行中，预计于2026年8月关闭                 | 925         | 1,000       |
| 斯摩棱斯克1号机组 | RBMK-1000  | 运行中，预计于2028年关闭                    | 925         | 1,000       |
| 斯摩棱斯克2号机组 | RBMK-1000  | 运行中，预计于2030年关闭                    | 925         | 1,000       |
| 斯摩棱斯克3号机组 | RBMK-1000  | 运行中，预计于2034年关闭                    | 925         | 1,000       |
| 斯摩棱斯克4号机组 | RBMK-1000  | 于1993年取消建设                            | 925         | 1,000       |